# Agathia hilarata
Agathia hilarata là một loài bướm đêm trong họ Geometridae.